# Dżaba Bregwadze

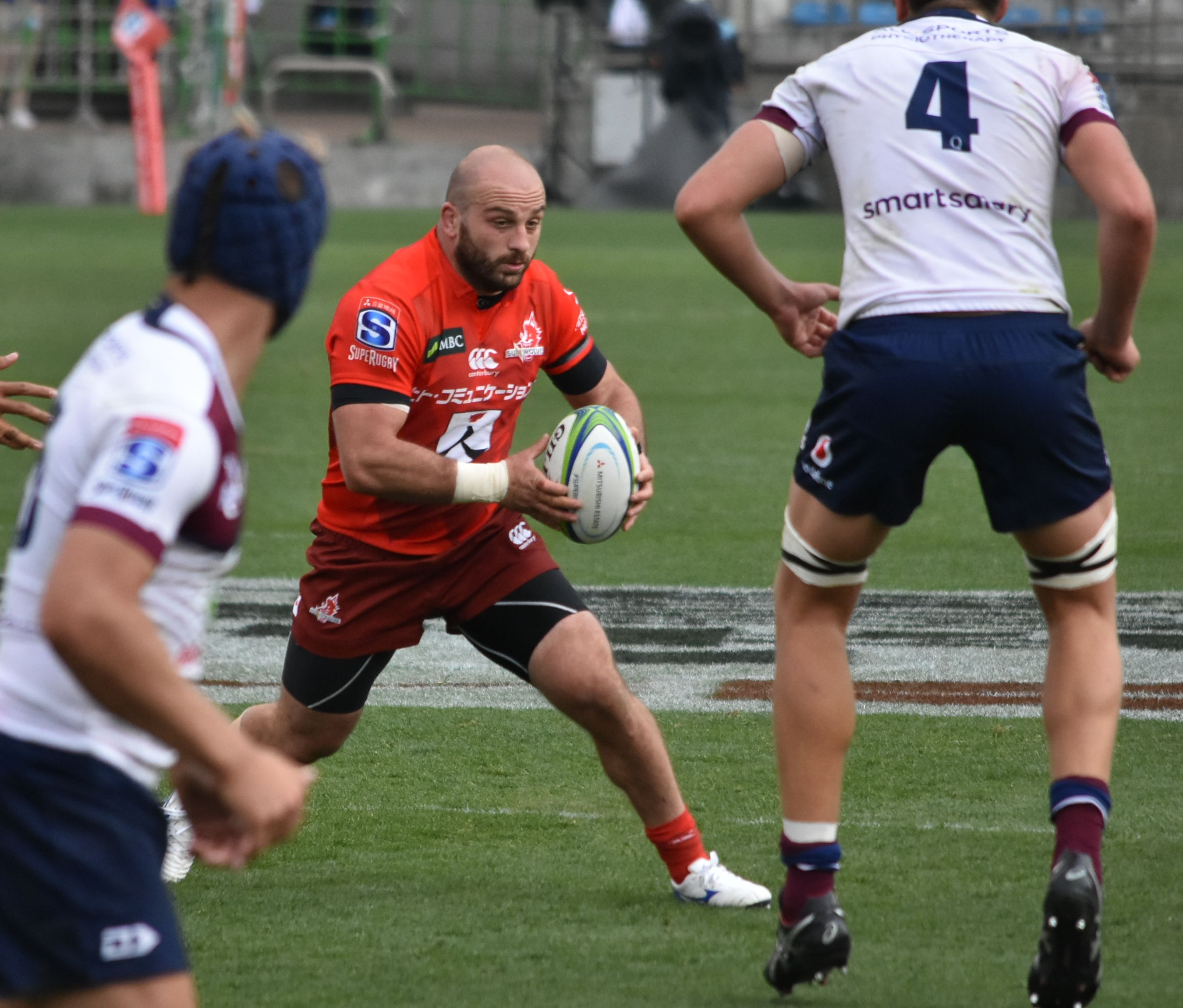
W meczu Sunwolves – Reds (2019)

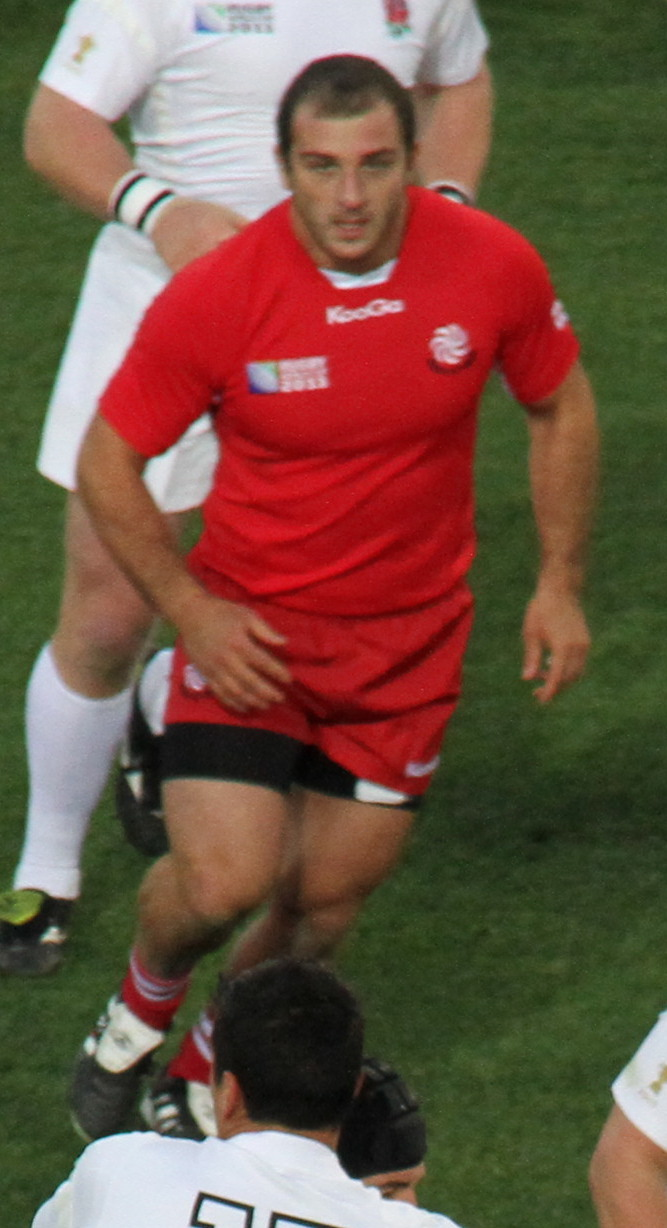
Bregwadze w barwach reprezentacji podczas Pucharu Świata 2011

Dżaba Bregwadze (gruz. ჯაბა ბრეგვაძე, ur. 23 kwietnia 1987 r. w Tbilisi) – gruziński rugbysta występujący na pozycji młynarza. Reprezentant kraju, zdobywca mistrzostwa Rugby Europe i trzykrotny uczestnik pucharu świata.

## Kariera klubowa
Bregwadze jest wychowankiem klubu Koczebi Tbilisi, w którym występował do 2011 roku. Wówczas to przeniósł się do zespołu Armia Tbilisi. W styczniu 2012 roku został zakontraktowany przez mistrzów Francji, Stade Toulousain, którzy potrzebowali krótkotrwałego wzmocnienia na pozycji młynarza z uwagi na szereg kontuzji wśród graczy pierwszej linii młyna. Choć tymczasowy kontrakt obowiązywał do końca sezonu, to już w marcu, po rozegraniu przez Gruzina zaledwie pięciu spotkań, zdecydowano się na przedłużenie umowy o dwa lata. W czasie swojego pobytu w Tuluzie Bregwadze, częściowo z powodu kolejnych urazów, rozegrał jedynie 24 spotkania ligowe, zaliczając także trzy występy w europejskich pucharach. Choć nie wystąpił w wielkim finale, w swoim pierwszym sezonie we Francji zdobył tytuł mistrza kraju. Po zakończeniu występów we Francji przez rok grał w gruzińskiej ekipie Koczebi Bolnisi.
W październiku 2015 roku Bregwadze podpisał kontrakt z Worcester Warriors. W angielskiej Premiership spędził dwa sezony, rozgrywając 27 ligowych spotkań, po czym bronił barw gruzińskiego Lokomotiwi Tbilisi. W październiku 2017 roku został zawodnikiem Krasnego Jaru Krasnojarsk. Choć dołączył do klubu już po tym, jak rosyjskie rozgrywki ligowe zakończyły się, wystąpił w dwóch spotkaniach europejskiego Challenge Cup, w tym w sensacyjnie wygranym meczu ze Stade Français.
W grudniu 2017 roku ogłoszono, że Bregwadze podpisał kontrakt z Sunwolves, japońskim zespołem z ligi Super Rugby, dzięki czemu został pierwszym Gruzinem w tych rozgrywkach. Zadebiutował w spotkaniu z Brumbies pod koniec lutego 2018 roku.

## Kariera reprezentacyjna
W drużynie narodowej debiutował w 2008 roku podczas IRB Nations Cup w Bukareszcie. Po raz pierwszy pojawił się na boisku jako zmiennik w spotkaniu z drugą reprezentacją Południowej Afryki. Rok później brał udział w zawodach o Churchill Cup w Glendale. W 2010 roku Bregwadze zadebiutował w rozgrywkach Pucharu Narodów Europy, w których Gruzini zapewnili sobie awans do pucharu świata w 2011 roku. Uczestniczył również w IRB Nations Cup 2010 czy Pucharze Narodów Europy 2011, gdzie w spotkaniu z Rosją zdobył swoje pierwsze przyłożenie na arenie międzynarodowej, a drużyna sięgnęła po mistrzostwo rozgrywek. W sierpniu 2011 roku otrzymał powołanie na turniej o puchar świata. Podczas rozgrywanych w Nowej Zelandii zawodów wystąpił we wszystkich czterech spotkaniach grupowych swojej reprezentacji, w tym w trzech w podstawowym składzie.
W 2013 roku, choć wystąpił w zaledwie jednym spotkaniu, ponownie z reprezentacją Gruzji został mistrzem rozgrywek o Puchar Narodów Europy 2013. Sukces ten powtórzył rok później, rozgrywając wszystkie pięć meczów. Jednocześnie uzyskał awans na puchar świata 2015. W ramach przygotowań do mistrzostw brał udział w Tbilisi Cup 2015. Na początku września 2015 roku znalazł się w składzie reprezentacji na angielski puchar świata. W zawodach tych wystąpił w trzech meczach, w tym w wygranym pojedynku z Tonga, który dał Gruzinom historyczny, bezpośredni awans do kolejnej edycji mistrzostw.
W kolejnych latach Bregwadze brał udział chociażby w Pucharze Narodów Europy 2016 (czwarty w karierze tytuł mistrzowski), serii spotkań na Pacyfiku (2016) czy zmaganiach w ramach Rugby Europe Championship 2017. We wrześniu 2019 roku otrzymał powołanie od selekcjonera Miltona Haiga na swój trzeci puchar świata. W grupowym spotkaniu z Urugwajem po raz pierwszy pełnił funkcję kapitana drużyny.

### Statystyki
Stan na dzień 29 września 2019 r.
Występy na arenie międzynarodowej
| Drużyna narodowa | Rok  | Mecze | Punkty |
| ---------------- | ---- | ----- | ------ |
| Gruzja           | 2008 | 2     | 0      |
| Gruzja           | 2009 | 2     | 0      |
| Gruzja           | 2010 | 4     | 0      |
| Gruzja           | 2011 | 9     | 5      |
| Gruzja           | 2012 | —     | —      |
| Gruzja           | 2013 | 2     | 0      |
| Gruzja           | 2014 | 5     | 0      |
| Gruzja           | 2015 | 8     | 0      |
| Gruzja           | 2016 | 8     | 5      |
| Gruzja           | 2017 | 9     | 5      |
| Gruzja           | 2018 | 5     | 0      |
| Gruzja           | 2019 | 2     | 5      |
| Suma             | Suma | 56    | 20     |

Przyłożenia na arenie międzynarodowej
| Lp. | Data              | Miejsce                             | Przeciwnik        | Rozgrywki                  |
| --- | ----------------- | ----------------------------------- | ----------------- | -------------------------- |
| 1.  | 19 marca 2011     | Stadion Centralny, Soczi            | Rosja             | Puchar Narodów Europy 2011 |
| 2.  | 11 czerwca 2016   | Apia Park, Apia                     | Samoa             | mecz testowy               |
| 3.  | 25 listopada 2017 | Stadion Micheila Meschiego, Tbilisi | Stany Zjednoczone | mecz testowy               |
| 4.  | 29 września 2019  | Kumagaya Rugby Ground, Kumagaya     | Urugwaj           | Puchar Świata w Rugby 2019 |

## Życie osobiste
Ma córkę Elenę, urodzoną w 2014.
Ukończył studia na Tbiliskim Uniwersytecie Państwowym im. Iwane Dżawachiszwilego.